# Shine On
「Shine On」（シャイン・オン）は、日本のヘヴィメタルバンド・ANTHEMが2014年10月1日にリリースした配信限定シングルである。

## 概要
前シングル「Blast」に続いて二作目となる配信限定シングルであり、森川復帰および田丸の加入後初めて発表された作品である。
同月22日に発売されたアルバム「ABSOLUTE WORLD」に先行して発表された新曲1つとスタジオ・ライブによって再録された既存曲3つが収録されている。

## 収録曲
1. Shine On
「ABSOLUTE WORLD」からの先行シングル。
2. Onslaught (Version 1.1)
オリジナルは「ETERNAL WARRIOR」収録。
3. Black Empire (Version 1.1)
オリジナルは「BLACK EMPIRE」収録。
4. Love In Vain (Version 1.1)
オリジナルは「GYPSY WAYS」収録。

## 演奏
- 森川之雄 - ボーカル
- 柴田直人 - ベース
- 清水昭男 - ギター
- 田丸勇 - ドラム